# 中山義秀
中山 義秀（なかやま ぎしゅう、1900年10月5日 - 1969年8月19日）は、日本の小説家。本名は中山 議秀（なかやま よしひで）。横光利一に兄事し、無名時代の長い苦節を経て『厚物咲』『碑』で文壇に登場。以後作家として幅広く活躍した。後年は、戦国武将物や剣豪物を多く書いた。日本芸術院会員。

## 来歴

### 生涯
福島県西白河郡大屋村（後の大信村、現在の白河市）生まれ。
1918年に旧制福島県立安積中学校（現在の福島県立安積高等学校）を卒業、1923年に早稲田大学文学部英文科卒業。
早稲田大学在学中に、横光利一、富ノ澤麟太郎、小島勗らと同人誌『塔』を創刊。小説『穴』を発表。また、帆足図南次と『農民リーフレット』を発刊。
卒業後、旧制三重県立津中学校（現在の三重県立津高等学校）で英語教師を務めるが校長とトラブルを起こし、1925年に辞職。親友のつてで千葉県の旧制成田中学校（現在の成田高等学校）に英語教師として赴任、印旛郡遠山村（現在の成田市）東和田に居を構え、教職のかたわら著作業を続けた。
しかし、校長排斥運動に連座して職を追われ、妻の死など苦難の後、1936年に最初の小説集『電光』を刊行、小林秀雄に認められる。
1938年、岩瀬郡長沼町（現在の須賀川市）を舞台にした『厚物咲』で第7回芥川賞。翌年、幕末天狗党に加わった祖父をモデルに『碑』を発表し、文壇での評価を高める。
1942年に真杉静枝と再婚したが、1946年に離婚している。
1948年9月、戦中の取材を元に『テニヤンの末日』 を発表したほか、『新剣豪伝』『信夫の鷹』 、明智光秀を描いた『咲庵』（『群像』1963年1月-1964年2月。8月刊）などの歴史小説や、兄事した横光の生を描く『台上の月』 などを書いた。1964年、『咲庵』で野間文芸賞受賞。1966年日本芸術院賞受賞。
1969年8月19日、食道癌のため虎の門病院で死去。『芭蕉庵桃青』が絶筆となった。

### 死後
1971年に成田山新勝寺の境内にある成田山公園に教え子らが文学碑を建てた。
1993年には中山義秀記念文学館がつくられ、優れた歴史小説を対象にした、中山義秀文学賞が創設された。全集は『中山義秀全集』（新潮社、全9巻）、『新編中山義秀自選歴史小説集』（宝文館出版、全10巻）がある。

## 人物
早稲田大学在学中には社会学や労働問題に関心を持ちカール・マルクスの研究を行った。
三里塚芝山連合空港反対同盟の代表として三里塚闘争を闘った戸村一作は成田中学校教師時代の中山の教え子であり、その影響を受けたとされる。
平家物語を現代語訳しており（日本古典文庫13・河出書房新社）、その訳文（書き出しと那須与一の件）は中学校用国語教科書（光村図書中学2年）で長年使用され続けている。
死の前日に、キリスト教洗礼を受けた。

## 受賞歴
- 1938年 『厚物咲』で第7回芥川賞
- 1964年 『咲庵』で野間文芸賞
- 1966年 『咲庵』で日本芸術院賞[8]

## 著書
- 『電光』作品社 1936
- 『厚物咲』小山書店 1938  のち新潮文庫、「厚物咲・碑」角川文庫
- 『碑』創元社 1939、のち「碑・テニヤンの末日」新潮文庫
- 『柘植の日記 随筆評論集』甲鳥書林 1940
- 『清風颯々』創元社 1940
- 『美しき囮』文藝春秋社 1940
- 『荒海』有光社 1941
- 『風霜』実業之日本社 1941
- 『いのちの火』協力出版社 1941
- 『結婚』豊国社 1941
- 『前夜の感想』昭森社 1943
- 『生ける魂』巌松堂むらさき出版部 1943
- 『密林』生活社 1943
- 『お花畑』生活社 1943
- 『征婦の詩』新潮社 1943
- 『春夢』丹頂書房 1946
- 『夜行船』地平社(手帳文庫) 1946
- 『春風を嘆く』風雪社 1947
- 『華燭』新太陽社 1948
- 『酒屋』大河内書店 1948
- 『迷路』共立書房 1948
- 『なすな恋』玄理社 1948
- 『美しき囮 第1部』世界社 1948 のち角川文庫
- 『信夫の鷹』改造社 1948
- 『テニヤンの末日』文藝春秋新社 1949、のち「七色の花・テニヤンの末日」角川文庫
- 『七色の花』朝日新聞社 1950
- 『少年死刑囚』文藝春秋新社 1950  のち角川文庫
- 『散りゆく花の末に』池田書店(昭和新名作選) 1951
- 『寂光の人』新潮社 1951
- 『原田甲斐』小説朝日社 1952
- 『朝雲暮雲』小説朝日社 1953
- 『花園の思索』朝日新聞社(朝日文化手帖)1954
- 『寿永の春』和光社 1954
- 『夕日武者』新潮社 1954
- 『新剣豪伝』新潮社(小説文庫) 1955 のち文庫、徳間文庫
- 『名妓』池田書店 1955
- 『露命』新潮社(昭和名作選) 1955「露命・月魄」新潮文庫
- 『丸橋忠弥』大日本雄弁会講談社(ロマン・ブックス) 1955
- 『落日』角川小説新書 1955
- 『純潔』東方社 1955
- 『生きた愛した死んだ』池田書店 1955
- 『青葉の恋』東方社 1955
- 『日本の美しき侍』徳島書房 1955
- 『平手造酒』春陽文庫 1955
- 『女色』東方新書 1956
- 『戦国武将録』角川小説新書 1956
- 『続・新剣豪伝』新潮社(小説文庫) 1956、のち新潮文庫
- 『塚原卜伝』大日本雄弁会講談社 1956  のち徳間文庫
- 『木曽川物語』池田書店 1956
- 『新星 上泉伊勢守秀綱』東方社 1956
- 『戦国秘巻』新潮社 1957
- 『中山義秀自選歴史小説集』全8巻 宝文館 1957
- 『戦国史記 斎藤道三』中央公論社 1957  「斎藤道三」光文社文庫、講談社文庫
- 『山中鹿ノ介』六興出版部(新・時代小説特選集) 1958　のち徳間文庫
- 『戦国残党記』講談社 1958
- 『白萩帖』大日本雄弁会講談社 1958
- 『戦国無双剣』新潮社 1959  のち徳間文庫
- 『現代人の日本史 鎌倉の政権』河出書房新社 1959
- 『武辺往来』中央公論社 1960
- 『風に吹かれる裸木』雪華社 1960
- 『二つの生涯 随筆』新潮社 1960
- 『中山七里』毎日新聞社 1960
- 『春の眉』朝日新聞社 1961
- 『故里の土』新潮社 1963
- 『台上の月』新潮社 1963 （横光利一を描いた）
- 『義秀花暦』桃源社 1964
- 『黒頭巾異聞』桃源社 1964
- 『咲庵』講談社 1964 のち文庫、中公文庫
- 『花咲く知恵』新潮社 1965
- 『私の文壇風月』講談社 1966
- 『平家物語』河出書房新社 日本文学全集 1967、日本古典文庫 1976 のち河出文庫（全3巻）
- 『土佐兵の勇敢な話』人物往来社 1967 のち講談社文芸文庫。堺事件を描く
- 『芭蕉庵桃青』中央公論社 1970  のち中公文庫、講談社文芸文庫
- 『中山義秀全集』全9巻 新潮社 1971-72
- 『新編中山義秀自選歴史小説集』全10巻 宝文館出版 1996-97
- 『中山義秀集』リブリオ出版 ポピュラー時代小説　1998